# Hippoglossoidinae
Sous-famille
Les Hippoglossoidinae sont une sous-famille de poissons de la famille des Pleuronectidae.
Comme tous les poissons de la famille des Pleuronectidae, les poissons de la sous-famille des Hippoglossoidinae possèdent un corps aplati asymétrique et leurs yeux sont sur un même côté du corps.

## Liste des genres
Selon ITIS (6 décembre 2020) :
- genre Acanthopsetta Schmidt, 1904
- genre Cleisthenes Jordan & Starks, 1904
- genre Hippoglossoides Gottsche, 1835